# Norops lineatopus
Norops lineatopus este o specie de șopârle din genul Norops, familia Polychrotidae, descrisă de Gray 1840. Conform Catalogue of Life specia Norops lineatopus nu are subspecii cunoscute.